# 假性陰莖
假性陰莖（英語：Pseudo-penis），別名假陰莖、類陰莖，係指在動物身上發現之表面上類似為真正陰莖的結構，惟兩者的發育路徑和/或功能不盡相同。

## 哺乳動物

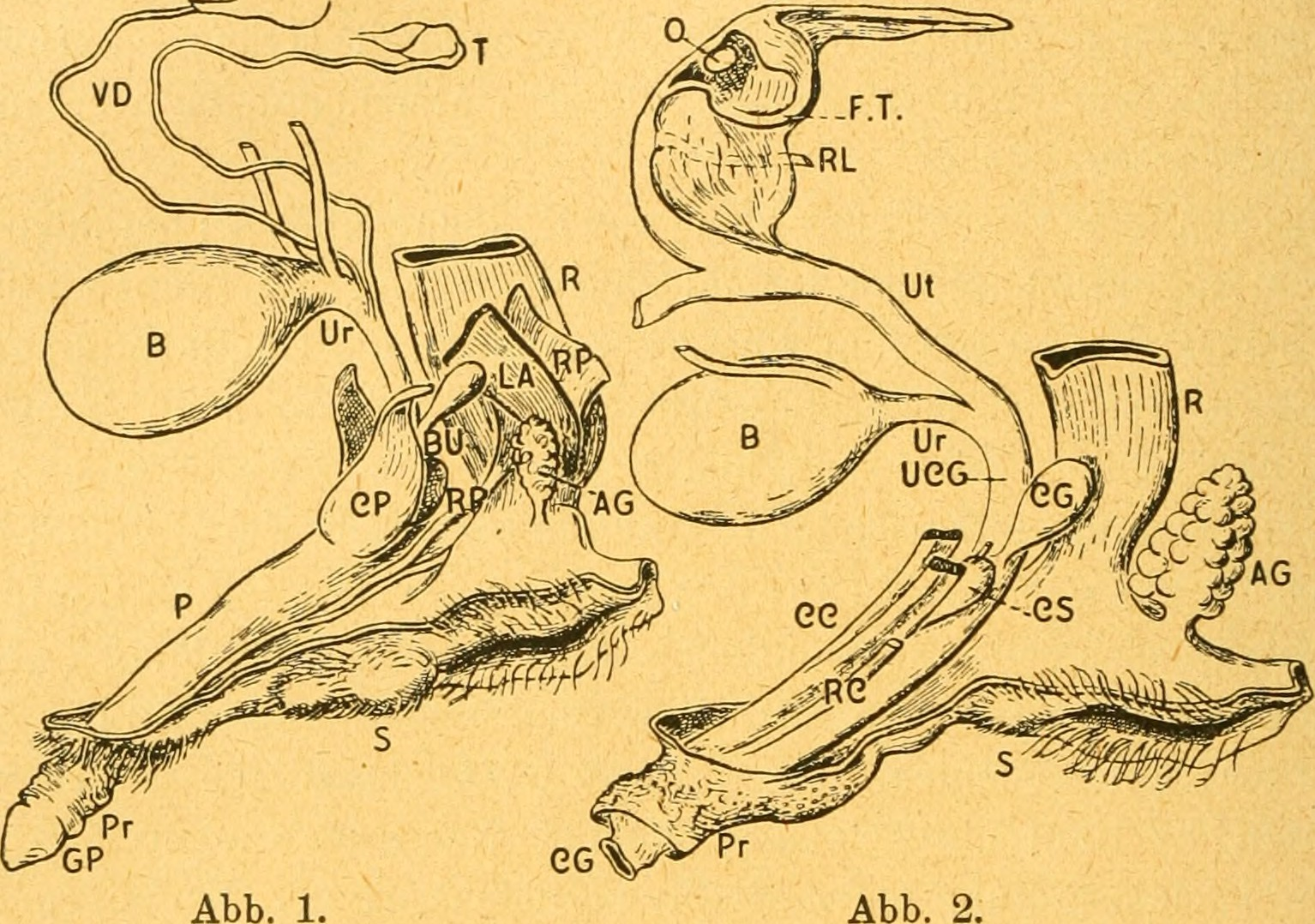
雄性（左）和雌性（右）斑鬣狗的生殖系統

哺乳動物中，所有發育正常的雄性都有陰莖，但同時陰蒂在下列物種的雌性中，其尺寸與其他雄性的陰莖相當，而被認為是假性陰莖：斑鬣狗、馬島長尾狸貓、熊狸、狐猴和蜘蛛猴屬。馬島長尾狸貓陰道前庭窩中增大的陰蒂由陰蒂骨支撐，其陰蒂骨與大多數哺乳動物的陰莖骨相似。然而，與其他有假性陰莖物種不同，隨著雌性的幼年馬島長尾狸貓生長，牠們陰道前庭窩的陰蒂和假性陰莖會縮小。
哺乳動物的假性陰莖原則上被認為僅是用來展示，惟斑鬣狗為其中的例外，雌性斑鬣狗會使用假性陰莖進行排尿、性交和分娩。這同時令雄性斑鬣狗在交配時需要雌性充分合作，代表後者在交配偏好上具主導地位。